# Torquetum

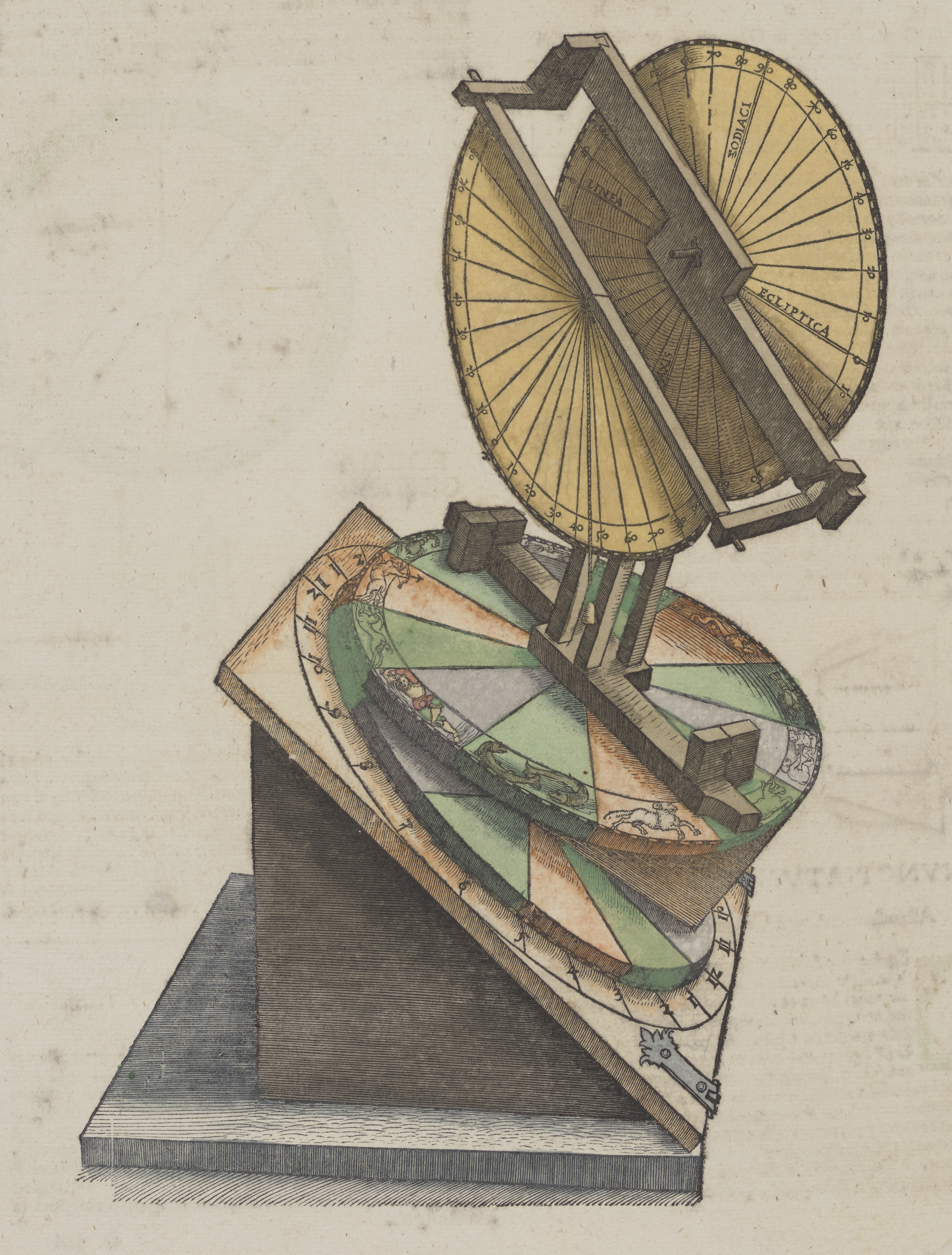
Um torquetum

O torquetum é um instrumento astronômico medieval projetado para tomar e converter medidas feitas em três sistemas de coordenadas: horizontal, equatorial, e elípticas. De certa forma, o torquetum é um computador analógico.
A construção do primeiro torquetum é atribuída a Jabir ibn Aflah (Geber) no século XII ou no século XIII, embora os únicos exemplares remanescentes sejam do século XVI.
Um torquetum pode ser visto no famoso retrato Os Embaixadores (1533) de Hans Holbein, o Jovem.